# Cândido de Abreu (ort)
Cândido de Abreu är en ort i Brasilien.   Den ligger i kommunen Cândido de Abreu och delstaten Paraná, i den södra delen av landet, 1 000 km söder om huvudstaden Brasília. Cândido de Abreu ligger 541 meter över havet och antalet invånare är 5 102.
Terrängen runt Cândido de Abreu är varierad. Runt Cândido de Abreu är det glesbefolkat, med 13 invånare per kvadratkilometer.. Det finns inga andra samhällen i närheten.
Omgivningarna runt Cândido de Abreu är en mosaik av jordbruksmark och naturlig växtlighet.